# Knittelwerfen

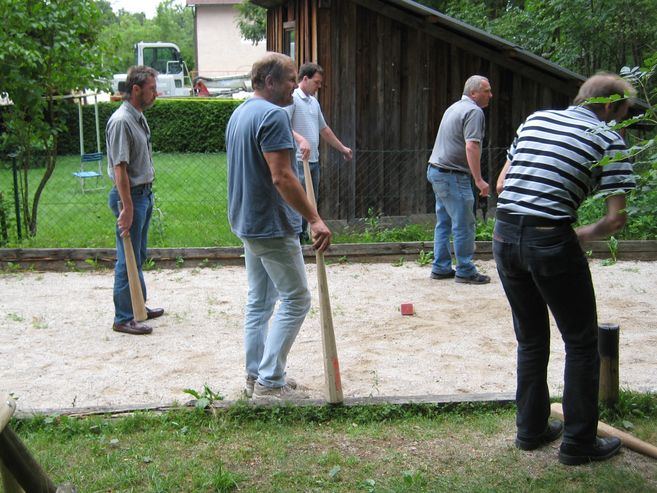
Eine Knittelmannschaft in der Vorbereitung, während die einzelnen Spieler warten, bis sie an der Reihe sind.

Das Knittelwerfen oder Stöbelwerfen ist eine Mannschaftssportart ähnlich dem Eisstockschießen. Anstelle eines Eisstocks wird beim Knittelwerfen eine Holzkeule (ein „Knittel“) verwendet, der in Richtung der „Daube“ geworfen wird.
Es handelt sich dabei um einen alten Volkssport (laut Überlieferungen wurde im Salzkammergut schon vor 100 Jahren von den Holzknechten als Freizeitbetätigung das Knittelwerfen ausgeübt) und ist historisch gesehen dem Brauchtum zuzurechnen. Die Wahl des Namens dieser Sportart hängt vom Ort ab. In den meisten Gegenden ist der Sport mehr unter „Knittelwerfen“, in manchen eher unter „Stöbeln“ bekannt.
Bekannt ist diese Sportart im südlichen Traunviertel und nördlichem Salzkammergut. Besonders verbreitet ist es in Gmunden (hier gab es nach dem Krieg bei vielen Gasthäusern eine Knittelbahn; im Mai 1958 wurde der GKC (Gmundner Knittel Club) beim GH-Marienbrücke gegründet), Ebensee-Offensee, Pettenbach, Vorchdorf, Eberstalzell, Wimsbach, Kirchham, Roitham am Traunfall und Ohlsdorf.

## Allgemeines
Der Knittel ist ein Holzknüppel bzw. eine Holzkeule mit konischer Form. Er wird in die Richtung eines etwa 17 m entfernten Holzwürfels, der Daube (seltener auch „Hase“), geschossen. Gezählt wird wie beim Stockschießen. Ziel des Spiels ist es, die „Knittel“ der eigenen Mannschaft näher an die Daube zu bringen als die der Gegner.
Oft geht es bei diesem Spiel, das meist neben Gasthäusern ausgetragen wird, lautstark zu. Da das Knittelwerfen gegenüber dem Stockschießen durch die dritte Dimension schwieriger ist, kommt es regelmäßig zu unerwarteten Ausgängen der Spiele.
Meist wird von April bis September oder Oktober wöchentlich einmal gespielt. Als Termin wird häufig ein Wochentag, oft Mittwoch oder Donnerstag, zu einer bestimmten Uhrzeit vereinbart.
Für die Spieler ist es auch nicht verbindlich, regelmäßig zu erscheinen. Das stellt auch insofern kein Problem dar, da durch das „zoamschießen“ die Mannschaften ohnehin jedes Mal anders zusammengesetzt sind.
Das erste Knittelwerfen eines Jahres auf einer Knittelbahn wird das „Anwerfen“ genannt. Je nach Witterung und Temperatur findet dies im April oder Mai statt. Das letzte Knittelwerfen, meist im September oder Oktober, nennt man das „Abwerfen“.
Für Spieler, die nicht so oft schießen, kann es mitunter schwierig sein, die Knittel der eigenen Mannschaft von denen der gegnerischen Mannschaft zu unterscheiden. Im Gegensatz zum Eisstockschießen, bei dem eine Mannschaft einen Papier- oder Gummiring über die Eisstöcke stülpt, gibt es beim Knittelwerfen diese Hilfestellung in der Regel nicht. Oft werden die Knittel bis zu einem gewissen Mass individuell gestaltet, etwa mit Schriftzügen oder Farben, um die Unterscheidbarkeit zu verbessern.

## Die Spielregeln

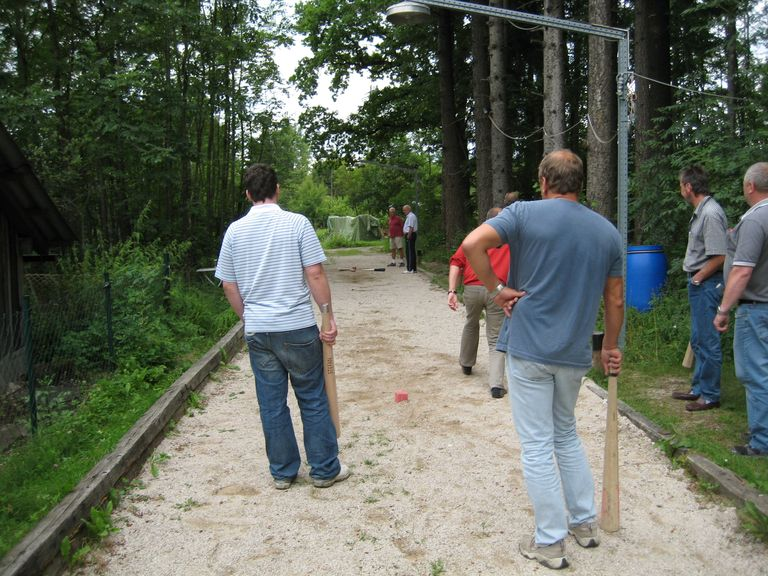
Während des Spiels. Blickrichtung zum „Moar“.

Die Spielregeln entsprechen weitgehend dem Eisstockschießen im südlichen Oberösterreich.
Eine Mannschaft (die „Moarschaft“) besteht üblicherweise aus mindestens drei Personen. Wird nur zur Unterhaltung geschossen, kann praktisch jeder mitspielen, sodass die Mannschaft auch mal auf sechs oder acht Spielern bestehen kann. Bei einem Turnier gibt es nur vier Personen pro Mannschaft.
Vor dem Beginn wird vereinbart, wie viele Runden gespielt werden. Meist wird auf 5 oder 9, bzw. einfach auf drei gewonnene Runden geworfen. Weiters wird der Spielgewinn verhandelt. Häufig spielt man um Kleingeld wie 50 Cent pro Runde oder auch um Getränke oder Essen wie das „Bratl“.
Der Spieler muss nicht unbedingt von der Mitte der Bahn wegschießen, sondern darf auch, je nach Spiellage, zur Seite hin ausweichen. Beim Turnier beträgt die erlaubte seitliche Distanz je nach Vereinbarung nur etwa ein bis 1½ Meter.

### Zusammenschießen
Daraufhin wird zusammengeschossen („zoamschiassn“) und dabei die Mannschaften ermittelt. Dabei stellen sich die Spieler mit einem Abstand von etwa zwei Metern zur Daube in einem Kreis zusammen und jeder hält jeder seinen Knittel mit dem „Spitz“ voran oder quer über dem Kopf in die Höhe. Auf Kommando rufen ein oder mehrere Spieler „1-2-3“ und bei drei wirft jeder Spieler seinen Knittel möglichst nahe zur Daube. Dabei bilden die Hälfte der Spieler, die am nächsten der Daube sind (die „Engen“), Mannschaft A und die restlichen (die „Weiten“) die Mannschaft B. Bei einem Turnier entfällt das zusammenschießen, da hier eine „Moarschaft“ geschlossen spielt.

### Der„Moar“
Bei jeder neu ermittelten Mannschaft reden sich die Spieler zusammen, wer der Anführer bzw. Einweiser (der „Moar“) ist. Als „Moar“ wird meist der erfahrenste oder beste Knittelwerfer der Mannschaft gewählt, der das Spiel versteht und es lesen kann und die Knittel der eigenen Mannschaft und die des Gegners gut unterscheiden kann. Es ist hilfreich, wenn der „Moar“ für knappe Ergebnisse einen Rollmeter bereithat.
Der „Moar“ der „Engen“ wirft als Erster und versucht, eine „Maß“ zu schießen. Das bedeutet, der Knittel sollte möglichst nahe der Daube zum Stehen kommen. Im Idealfall rollt der Knittel seitwärts und kommt vor der Daube zum Stehen, und die Daube wird dabei verdeckt. Daraufhin schießt der „Moar“ der gegnerischen Mannschaft. Beide gehen dann neben der Bahn zu ihren geworfenen Knittel. Sie weisen anschließend die nachfolgenden Spieler der eigenen Mannschaft ein. Das ist auch notwendig, da der Spieler aufgrund der Distanz zur anderen Daube die Abstände nur schwer abschätzen könnte.

### Weitere Spielabfolge

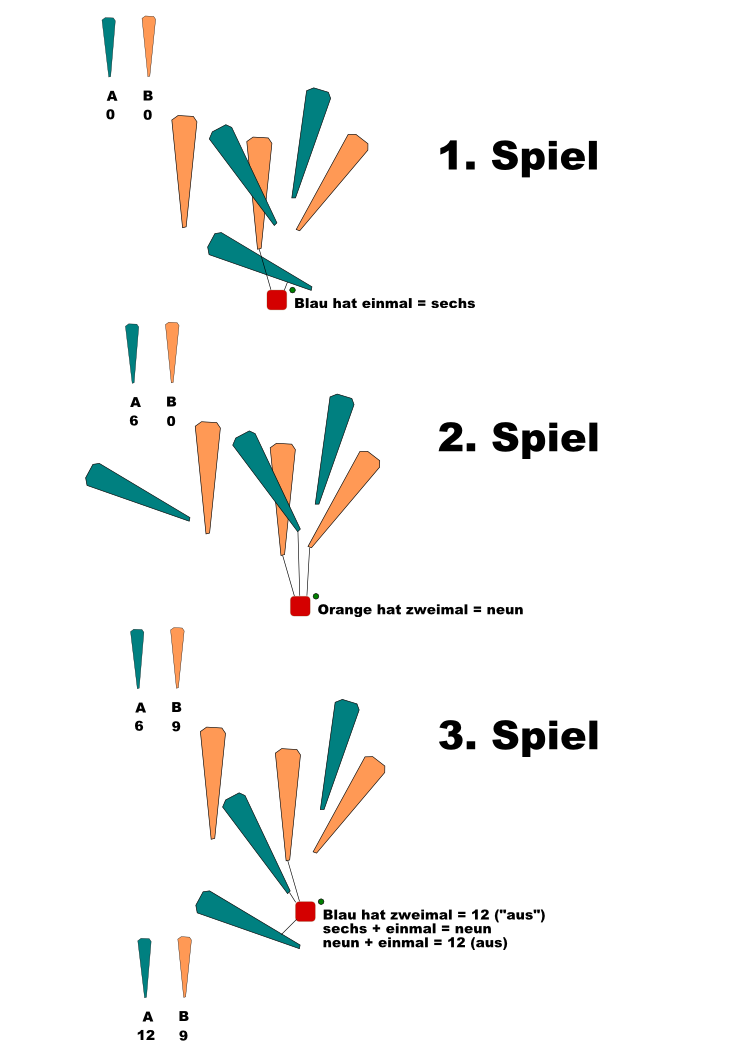
Auswertung der Knittelpunkte in drei aufeinanderfolgenden Spielen. Nach dem ersten Spiel führt die Mannschaft A mit 6 zu Null, da sie einmal „hat“. Nach dem zweiten Spiel führt nun die Mannschaft B mit 9:6, da sie zweimal „hat“. Nach dem dritten Spiel hat Mannschaft A mit 12:9 gewonnen, da sie zweimal „hat“ (9-aus).

Die Mannschaft, deren nächster Knittel nicht der nächstliegende der Daube ist, ist daraufhin mit dem Schießen an der Reihe. Manchmal ist es auch erforderlich, mit einem Rollmeter, Zollstab oder einfach mit einem anderen Knittel die Abstände auszumessen. Haben alle Spieler ihre Knittel geworfen, wird gezählt.
Als Beispiel: Der nächste Knittel ist von Mannschaft A, der nächst-nächste von Mannschaft B. Dann hat die Mannschaft A „sechsi“ (sechs). Sind jedoch zwei Knittel näher als der nächste von Team B, sind es „neini“ (neun). Diese Punkte werden zum nächsten Spiel mitgenommen. Bei drei nächsten Knittel sind es 12 und somit „aus“. Hat Mannschaft A schon „neini“, dann genügt beim nächsten Spiel, einmal zu „haben“ („sechsi“), um „auszumachen“. Die Zählweise ist „sechsi“ – „neini“ – „aus“, wobei „aus“ zwölf bedeutet.
Ausnahme: Sind nur noch Spieler der führenden Mannschaft da und sind bereits „aus“, müssen die restlichen Spieler nicht mehr schießen und die Runde ist beendet. Ist die Spiellage prekär (d. h., liegen die Knittel so, dass der nachfolgende Spieler die Situation der eigenen Mannschaft leicht verschlechtern könnte) und sind nur noch Leute aus der führenden Mannschaft da, brauchen diese auch nicht mehr zu schießen.
Nach jedem Spiel richtet der letzte Spieler die Daube wieder so, dass sie sich auf richtiger Höhe in der Mitte der Knittelbahn befindet und das neue Spiel beginnt von der gegenüberliegenden Seite der Knittelbahn aus. Es beginnt daraufhin der „Moar“ zu werfen, dessen Mannschaft das letzte Spiel verloren hat.
Nachdem die Runden vorbei sind und Sieger und Verlierer feststehen, spielt man üblicherweise eine Revanche oder wirft neu zusammen.

## Die Spielzüge

### Die Rolle des„Moars“

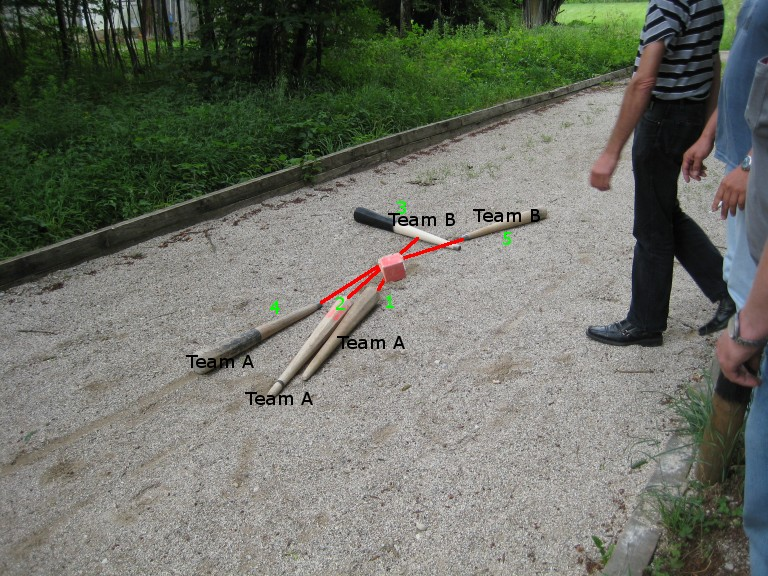
Hier sind 3 Knittel der Mannschaft A, und 2 von Team B zu sehen. Die nächsten Knittel sind zwei von Team A, der drittnächste der von Team B. Demnach „hat“ Team A zweimal.

Üblicherweise gibt es mehrere Strategien, meist vom „Moar“ angeordnet, die Spielsituation für die eigene Mannschaft zu verbessern. Ob der Spieler dies umsetzen kann, ist oft nicht so einfach und hängt mehr von der Erfahrung, dem Können und auch dem Glück des Werfers ab. Als Hilfestellung kann sich der „Moar“ auch auf die Stelle begeben, an der der Knittel stehen bleiben soll.
Die Anweisungen vom „Moar“ lauten typischerweise:
- „Leg a Maß“ – „eine Maß legen“ – „eine Maß schießen“ – „zur Daube hin“ – „Drallwatschn“: den Knittel an die Daube zu bringen; also den eigenen Knittel näher als der Gegner zur Daube bringen, ohne jedoch die anderen Knittel, meist die eigenen, zu versetzen (hinlegen).
- „nimm eam mit“: den Knittel der eigenen  Mannschaft zu treffen in der Hoffnung, dass der getroffene Knittel zur Daube hinrutscht (Knittel mitnehmen).
- „Schieß ma den Knittel“ – „den Knittel schießen“ – „oabtuan“ – „wegdoa“ – „tua ma den weg“: dies ist eine der schwierigeren Aufgaben. Den Knittel der gegnerischen Mannschaft, der meist „hat“ so zu treffen, dass dieser von der Daube wegspringt oder wegbefördert wird, um selbst zu „haben“ oder dass ein anderer Knittel der eigenen Mannschaft, die von der Daube nicht zu weit entfernt ist, „hat“ (wegtuen).
- „Nimm die Daubn mit“ – „Daube mitnehmen“: so schießen, dass die Daube nach hinten mitbewegt wird (Daube mitnehmen).
- „Leg di zuwa da“ – „zuwistön“ – „zuwilegn“ – „Loasn zuwarollen“: so zu werfen zu einem Knittel der eigenen Mannschaft, die „hat“, dass dieser dann anliegt, um die Punktezahl im aktuellen Spiel zu erhöhen, ohne jedoch die Knittel der eigenen Mannschaft zu versetzen. Man versucht, bei der eigenen Mannschaft, die bereits „hat“, zweitnächster zu sein (hinzulegen).
- „einafahren“ – „einifahren“  – „Doa foar ma eina“ – „Stö di eina da“ – „Fahr eina mitn Spitz“: zwischen zwei Knittel so zum Stehen zu kommen, dass man die Position derer nicht verändert, oder so zu werfen, dass man den Knittel zum Knittel der eigenen Mannschaft, die hat, zum Stehen bekommt, um die Punktezahl im aktuellen Spiel zu erhöhen (hineinfahren).

Die Kommentare des „Moars“ können, abgesehen von Lob oder Tadel, lauten:
- „Mir sand aus!“ – „aus is“ – „aus samma“: bedeutet schlussendlich, dass die eigene Mannschaft gewonnen hat und der jetzig drankommende Spieler nicht mehr werfen muss (das Spiel ist aus – wir haben diese Runde gewonnen).
- „der war z' laut“ (du hast den Knittel zu weit geworfen).
- „der is ghungert“ – „der ist verhungert“ (du hast den Knittel zu wenig weit geworfen).

### Der Knittelwurf
Der Knittelwerfer fasst den Knittel etwas unter dem Stiel, holt aus und wirft den Knittel mit einer Drehbewegung in Richtung der Daube. Dabei ist der Spieler bestrebt, den Knittel so zu werfen, dass dieser möglichst nahe bei der Daube zu liegen kommt.
Die Schwierigkeit bei Anfängern und die Kunst liegt darin, das Drehen des Knittels zu beherrschen. Schlägt er mit dem Spitz auf, so „böckelt“ (springt) er und bleibt meist irgendwo stehen, meist nicht dort, wo man es gerne hätte. Kommt er am „Oarsch“ auf (wobei der Knittel meist eine halbe Umdrehung während des Schusses vollzieht), dann kommt dieser schneller zum Liegen als wenn er mit dem „Spitz“ (Knittel macht eine ganze Drehung) voran die Knittelbahn weitergeleitet. Die Knittel bleiben oft auch verschränkt oder übereinander liegen.
Das heißt, die weitere Bewegung am Boden hängt entscheidend von der Landung ab, bzw. der sogenannte Rechts oder Links Drall-Wurf wird schon von der Hand aus beim Wurf gesteuert, und soll daher die Landung des Knittel beeinflussen. Bei leichteren Knittel schießt man oft auch mit eineinhalb oder zwei Drehungen. Es kommt auch auf die Präferenzen des Spielers und der Spielsituation an, wie man den Knittel schießen möchte.

## Die Spielfläche

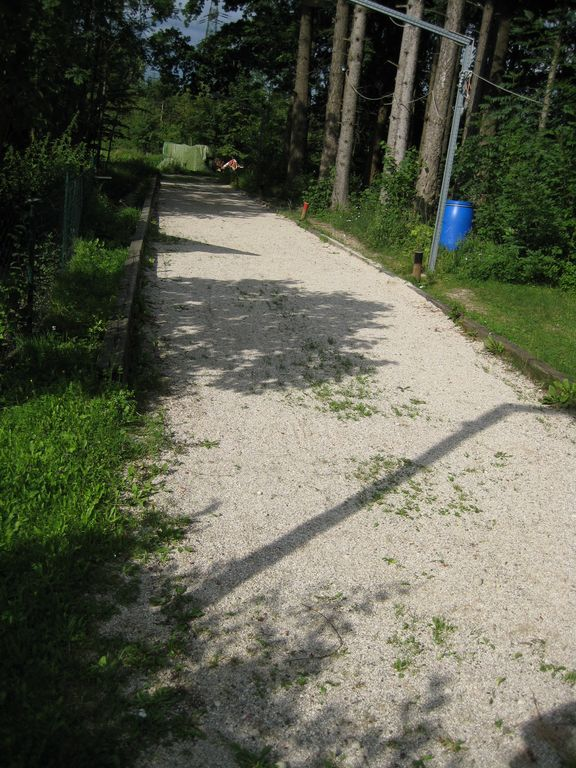
Eine typische Knittelbahn, bedeckt mit Sand. Rechts sieht man die Regentonne und den Beleuchtungsmast.

Die Spielfläche entspricht im Wesentlichen die des Eisstockschießens. Daher dient eine Knittelbahn oftmals auch als Eisstockbahn im Winter und umgekehrt. Der Boden ist meist mit Sand oder Schotter bedeckt, eingefasst wird die Spielfläche durch quadratische Holzpfosten. Seltener wird auch auf einer Wiese gespielt. Die Länge der Bahn beträgt etwa 25 bis 40 Meter und die Breite etwa 3 Meter.
Üblicherweise wird vor dem Spiel und auch hin und wieder zwischendurch der Sand mit einem Eisenrechen oder anderem Gerät neu verteilt und geglättet, um Schäden durch aufspringende Knittel auszubessern. Oft wird die Bahn durch zwei Leuchten, die an einem Mast befestigt sind, beleuchtet, um auch nach der Dämmerung noch spielen zu können. Es ist häufig eine Regentonne vorhanden, um den Spitz zu befeuchten, damit der Ring besser hält.
Die Dauben sind üblicherweise 17 m voneinander entfernt. Dieses etablierte, gängige Maß kann je nach Länge der Knittelbahn kürzer oder länger sein. Früher war die Distanz zwischen den Dauben generell geringer. Oft sind links und rechts der Knittelbahn Holzpflöcke eingeschlagen, um die Höhe der Daube und die Wurfposition der Spieler zu markieren.

## Der Knittel und die Daube

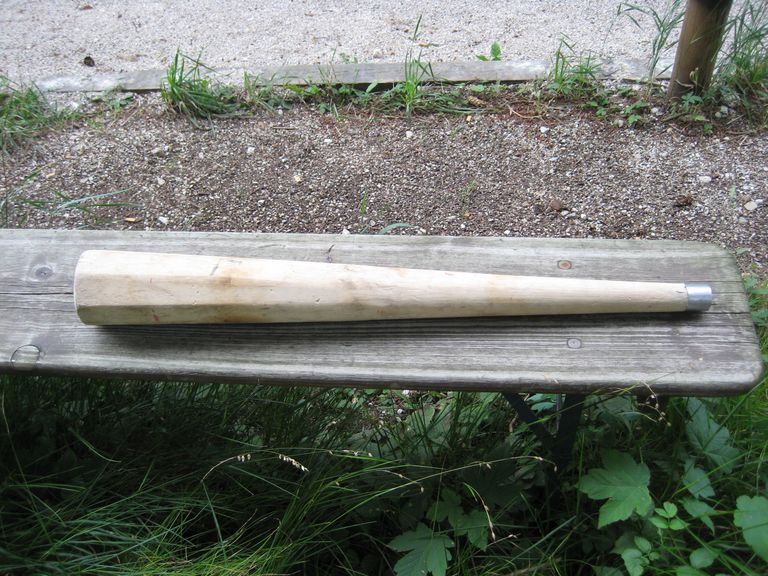
Der Knittel. Links ist der „Oarsch“ oder auch die „Breitseite“, rechts befindet sich der „Spitz“ mit dem Metallring.

Der Knittel ist ein konischer Knüppel aus Holz, der meist etwa 78 cm (bis meist 85 cm Länge) aufweist. Der „Spitz“ hat einen Durchmesser von etwa 3 cm und der „Oarsch“ 9 bis 10 cm.
Es gibt spezialisierte Tischler oder Einzelpersonen, die Knittel herstellen. Meist hat er am „Oarsch“ acht Ecken, seltener ist er dort ganz rund, geht jedoch in Richtung Ring in eine runde Form über. Ein Ring aus Eisen oder Aluminium ist auf dem abgerundeten, verjüngten „Spitz“ befestigt, um diesen zu schonen und vor Schäden oder Zersplitterung zu schützen. Es gibt jedoch manchmal (von Region zu Region verschieden) die Vorschrift, Knittel ohne Ring zu verwenden, um anderen Knittel nicht zu beschädigen. Der hintere, breite Teil wird „Oarsch“ genannt, seltener auch einfach „die Breitseite“.
Als Holz für den Knittel empfiehlt sich Hainbuche (Weißbuche) oder auch „Rüsta“ (Braunesche), Esche oder Eiche. Jedenfalls sollte es Hartholz sein. Die Länge und das Gewicht eines Knittels kann variieren und ist oft auch regional unterschiedlich. Beispielsweise werden in Ebensee kürzere Knittel verwendet. Aber auch die Körpergröße des Spielers spielt bei der Wahl eine Rolle.
Die Daube ist ein Holzwürfel mit etwa zehn Zentimetern Kantenlänge und ist an den Kanten jeweils mit 45°-Facetten (angeschrägte Flächen) versehen, um ein bisschen besser rollen zu können.

## Bilder vom Knittelwerfen

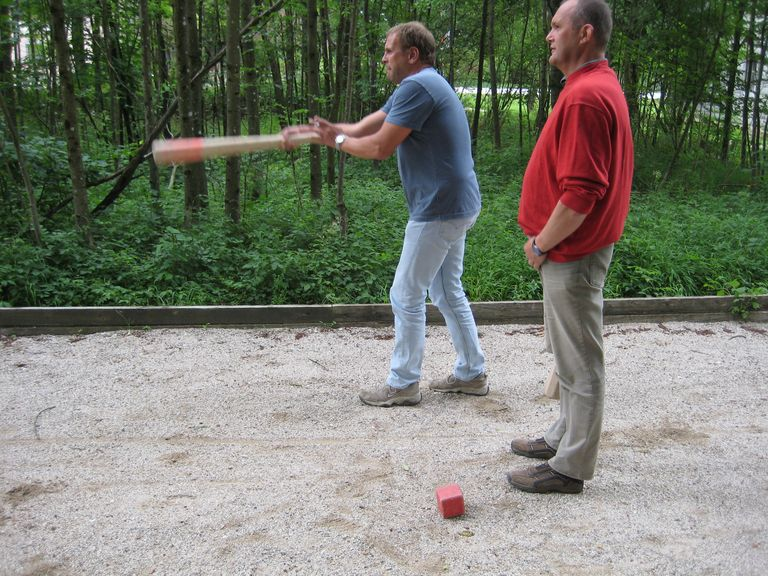
Knittelwurf. Der Spieler zielt und holt aus.
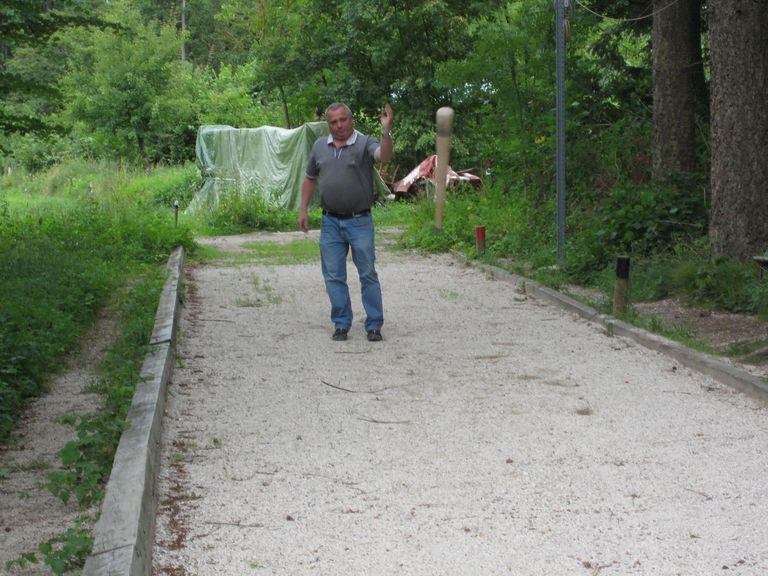
Knittel im Anflug.
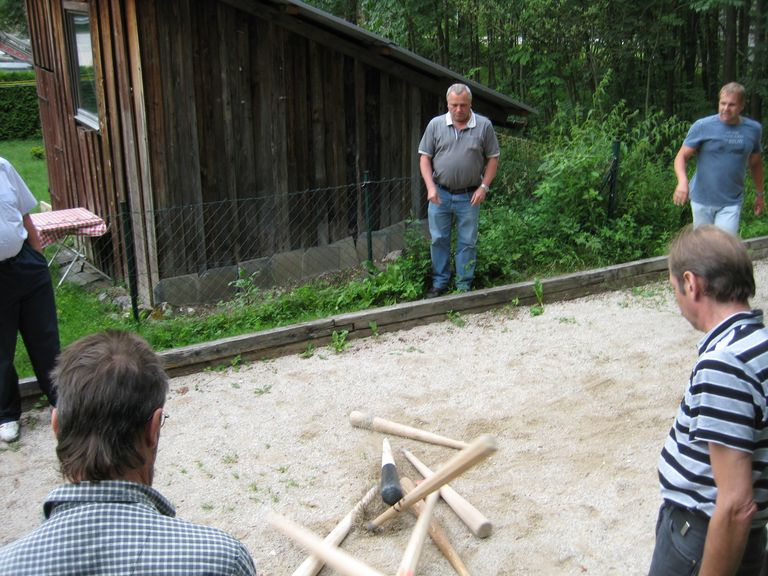
Die gefallenen Knittel bei der Daube.
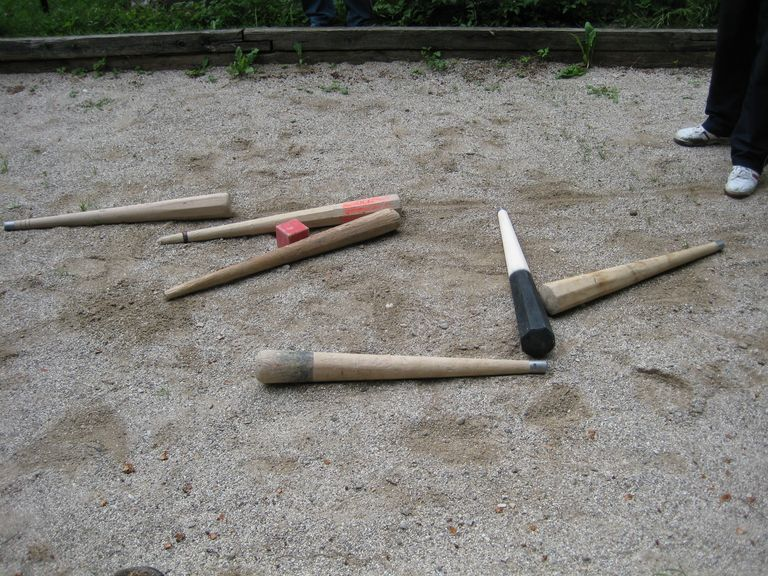
Die geworfenen Knittel bei der Auswertung.